# Distancia lunar

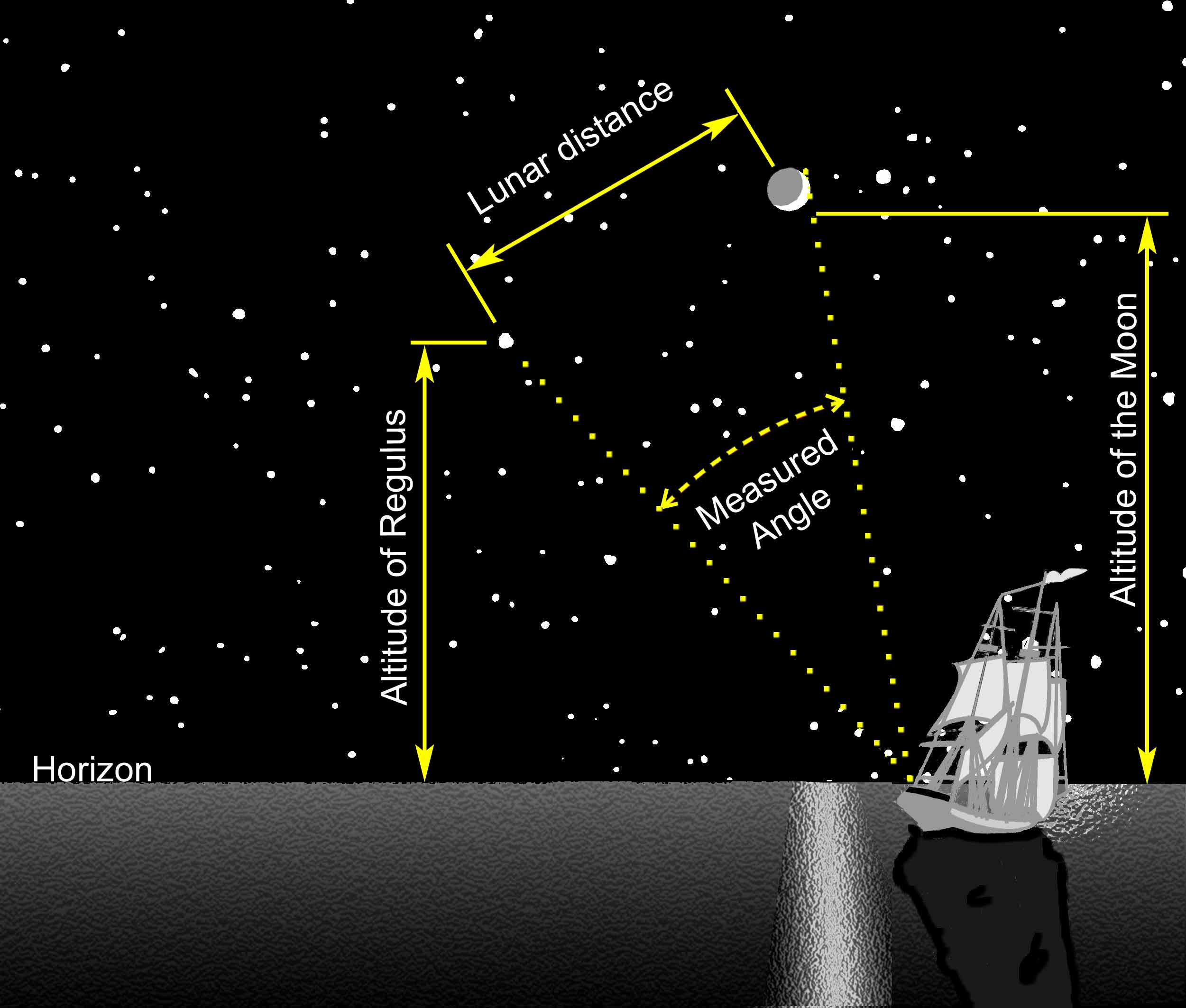
Cálculo de la hora en Greenwich en el mar por el método de las Distancias Lunares.
La distancia lunar es el ángulo entre la Luna y el otro cuerpo celeste empleado. Las alturas de los dos astros se usan para corregir la distancia y obtener la hora.

En navegación astronómica, la distancia lunar a otro astro es el ángulo entre la Luna y ese otro cuerpo celeste. No se debe confundir con la distancia de la Tierra a la Luna, que produce una variación en el tamaño aparente de la Luna pero no sirve para la navegación. El navegante puede usar una distancia lunar y el almanaque náutico para calcular la hora GMT: Greenwich time. En el siglo XVIII y XIX este método se usaba para calcular la longitud sin un cronómetro marino a bordo.

## Historia
Aunque el sistema podía haber sido utilizado por astrónomos anteriores la primera referencia que tenemos documentada, y en este caso en plena era de los descubrimientos, fue en la Carta de Américo Vespucio a Lorenzo de Médici sobre las islas nuevamente encontradas en sus cuatro viajes. Unos años después, en 1514, el método fue descrito de manera más precisa por el matemático alemán Johannes Werner, y en 1519 Rui Faleiro incluyó una explicación simplificada en su Regimiento para medir la longitud en la expedición de Magallanes-Elcano. Durante dicho viaje, el piloto Andrés de San Martín observó conjunciones, oposiciones y eclipses para calcular longitudes.
El 1755 Tobias Mayer de Gotinga ideó un instrumento muy útil, corrigiendo varios errores en la geometría práctica, para poder calcular los movimientos de la Luna con una precisión admirable, y ganó, por sus  tablas lunares, el gran premio ofrecido por la Oficina de longitudes de Londres.
En 1787 el oficial de la armada y matemático Josef de Mendoza y Ríos publicó varias tablas utilizando el método del semiverseno de su invención, para facilitar los cálculos de astronomía náutica y muy útiles en la navegación para calcular la latitud de un barco en el mar por dos medidas de altura del sol, y la longitud por el sistema de las distancias lunares de un cuerpo celeste.

## Razón para medir las distancias lunares
En navegación astronómica, el conocimiento preciso del tiempo en un meridiano de referencia, hoy Greenwich, y las posiciones de los astros, proporcionadas por el almanaque náutico, junto con la observación de las alturas de dos o más astros, permite calcular la latitud y longitud.  Los cronómetros marinos fiables no se inventaron hasta fines del siglo XVIII y no se popularizaron hasta el siglo XIX. Durante unos cien años, (aproximadamente entre 1767 y 1850), los navegantes a falta de un cronómetro fiable, utilizaban el  método de las distancias lunares para determinar la hora GMT, necesaria para obtener su longitud. Aun disponiendo de un cronómetro, el método permitía chequearlo y corregirlo.

## El método
El método se basa en el movimiento relativamente rápido de la Luna a través del firmamento: completa un ciclo de 360 grados en 27,3 días, por tanto en una hora, se mueve alrededor de 0,5º respecto a las estrellas y el Sol, aproximadamente su propio  diámetro. Es como un reloj astronómico gigantesco, que nos va a permitir calcular la hora.

### Observación
El navegante usando un sextante, puede medir con precisión el ángulo entre la Luna y otro  cuerpo. Generalmente se elige el Sol o alguna estrella brillante situada cerca de la eclíptica, en la ruta de la Luna. En ese momento, cualquier persona situada en la superficie de la Tierra  que pueda ver los dos mismos astros, los observará bajo el mismo ángulo, (después de corregirlo por paralaje). También se observan las alturas de los dos astros sobre el horizonte, necesarias para corregir la distancia lunar, aunque pueden ser calculadas a partir de una posición estimada.

### Corrección de la distancia observada
La distancia lunar medida con el sextante debe ser corregida. En primer lugar por semidiámetro, ya que la medida con el sextante no se produce de centro a centro, sino que se hace utilizando el limbo de la Luna. Seguidamente se corrige por refracción atmosférica y paralaje; clearing the lunar.

### La distancia lunar verdadera
Para calcular la distancia lunar verdadera, el navegante solía consultar las tablas de distancias lunares y tiempos en los que ocurren. Hoy en día las puede calcular utilizando el almanaque náutico por medio de la fórmula:
{\displaystyle cosLD=sinDECm*sinDECn+cosDECm*cosDECn*cos(GHAm-GHAn)\;}
m: Luna. n: el segundo astro. LD: distancia lunar. DEC, GHA: coordenadas del astro, declinación y ángulo horario respecto Greenwich.

### Obtención del tiempo y la longitud
Comparando la distancia lunar corregida y la calculada, se halla la hora GMT de la observación.
Una vez conocida la hora en Greenwich y la hora local, el navegante puede obtener la longitud del lugar de la observación: la longitud, (relativa a Greenwich), se obtiene de la diferencia de tiempos local y en Greenwich, a un ratio de 15 grados/hora. 
La hora local se suele determinar mediante la observación de la altura de un astro con el sextante.

## Errores
Efecto de los errores en la distancia lunar en el cálculo de la longitud
La distancia lunar cambia aproximadamente a una velocidad de 0.5º/h. Por tanto, un error de 0.5 minutos de arco dará lugar a un error de aproximadamente 1 minuto en el tiempo GMT, o lo que es lo mismo, (debido a la rotación de la Tierra de 15º/h), 0.25 grados en longitud, (alrededor de 15 millas náuticas en el ecuador).
Errores en el Almanaque Náutico
Cuando se empezó a utilizar el método de las distancias lunares, las predicciones sobre la posición de la Luna tenían una precisión de 0.5 minutos de arco[cita requerida], lo que conlleva una fuente de error de hasta aproximadamente 1 minuto en tiempo GMT, o 0.25º de longitud. En 1810, el error en los datos del almanaque se había reducido a aproximadamente una cuarta parte de un minuto de arco. Alrededor de 1860, (cuando el método de las distancias lunares distancia perdía popularidad), la precisión de los datos del almanaque náutico eran de la misma magnitud que la precisión conseguida con el sextante en condiciones ideales; 0.1 minutos de arco.
Observación de la distancia lunar
Al comienzo de la era de las distancias lunares, el mejor sextante podía medir un ángulo con una precisión de 1/6 de minuto[cita requerida], y a partir de 1800 consiguieron una precisión de 0.1 minutos de arco[cita requerida]. En el mar los errores son mayores; en condiciones favorables, observadores experimentados llegan a conseguir medir distancias lunares con una precisión de 0.25 minutos de arco[cita requerida], lo que supone introducir un error de hasta 0.25º de longitud.
Error total
El error combinado de las dos fuentes, normalmente asciende a cerca de 0.5 minutos de arco en la distancia Lunar, lo que equivale a un minuto en tiempo de Greenwich, que corresponde a un error de hasta un 1/4 de grado de longitud, o cerca de 15 millas náuticas en el ecuador.